# Хон Сан Су
Хон Сан Су (кор. 홍상수; нар. 25 жовтня 1960, Сеул, Південна Корея) — південнокорейський кінорежисер та сценарист. Лауреат та номінант численних фестивальних та професійних кінонагород .

## Біографія
Хон Сан Су народився 25 жовтня 1960 року в Сеулі, Південна Корея. Його мати — кінопродюсер. Навчався в Університеті Чунан, потім у США, де отримав ступінь бакалавра в Каліфорнійському художньому коледжі і ступінь магістра в Чиказькому інституті мистецтв. Багато часу провів у Паризькій Синематеці, вирішальний вплив на нього зробив фільм Брессона Щоденник сільського священика. Повернувшись на батьківщину, дебютував стрічкою День, коли свиня впала в колодязь (1996), яка була добре сприйнята.
Хон Сан Су знімає малобюджетні фільми про повсякденне життя, відзначені преміями престижних міжнародних кінофестивалів. Його творчості присвячена низка матеріалів у відомому французькому журналі Кайє дю сінема, ретроспективи його робіт були показані у Французькій сінематеці в 2007 та 2011 роках.

## Фільмографія
- 1996: День, коли свиня впала в колодязь / 돼지가 우물에 빠진 날
- 1998: Сила провінції Канґвон / 강원도의 힘
- 2000: О! Су-джон (Наречена, роздягнена холостяками) / 오! 수정
- 2000: Ворота, що обертаються / 생활의 발견
- 2004: Жінка — це майбутнє чоловіка / 여자는 남자의 미래다
- 2005: Історія кіно / 극장전
- 2006: Жінка на пляжі / 해변의 여인
- 2008: Ніч і день[en] / 밤과 낮
- 2009: Неначе ти усе це знаєш / 잘 알지도 못하면서
- 2009: Гості / 어떤 방문: 첩첩산중
- 2010: Хахаха / 하하하
- 2010: Фільм Окі / 옥희의 영화
- 2011: День, коли він прийшов / 북촌방향
- 2012: У іншій країні / 다른 나라에서
- 2013: Хевон — нічия донька / 누구의 딸도 아닌 해원
- 2013: Наша Сунхі / 우리 선희
- 2013: Венеція 70: Перезавантаження майбутнього (короткометражка в альманасі) / 홍 상수 베니스 70: 미래 리로디드
- 2014: Пагорб Свободи / 자유의 언덕
- 2015: Прямо зараз, а не потім / 지금은맞고그때는틀리다
- 2016: Ти сам і твоє / 당신자신과 당신의 것
- 2017: Вночі на пляжі наодинці / 밤의 해변에서 혼자
- 2017: Камера Клер / La caméra de Claire
- 2017: Наступного дня / 그 후
- 2020: Жінка, яка втекла / 도망친 여자
- 2022: Фільм письменниці / 소설가의 영화

## Визнання
Загалом Хон Сан Су станом на початок 2017 року здобув 38 міжнародних та національних фестивальних та професійних кінонагород
| Рік                                        | Категорія                                     | Фільм                             | Результат    |
| ------------------------------------------ | --------------------------------------------- | --------------------------------- | ------------ |
| Азійсько-Тихоокеанський кінофестиваль      |                                               |                                   |              |
| 1997                                       | Найкращий новий режисер                       | День, коли свиня впала в колодязь | Перемога     |
| 2000                                       | Найкращий сценарій                            | О! Су-джон                        | Перемога     |
| 2002                                       | Найкращий режисер                             | Ворота, що обертаються            | Перемога     |
| Роттердамський міжнародний кінофестиваль   |                                               |                                   |              |
| 1997                                       | Приз «Тигр»                                   | День, коли свиня впала в колодязь | Перемога     |
| 2011                                       | Приз «Повернення тигра»                       | Фільм Окі                         | Перемога     |
| Каннський міжнародний кінофестиваль        |                                               |                                   |              |
| 1998                                       | Приз «Особливий погляд»                       | Сила провінції Канґвон            | Номінація    |
| 2000                                       | Приз «Особливий погляд»                       | О! Су-джон                        | Номінація    |
| 2004                                       | Золота пальмова гілка                         | Жінка — це майбутнє чоловіка      | Номінація    |
| 2005                                       | Золота пальмова гілка                         | Історія кіно                      | Номінація    |
| 2010                                       | Приз «Особливий погляд»                       | Хахаха                            | Перемога     |
| 2011                                       | Приз «Особливий погляд»                       | День, коли він прийшов            | Номінація    |
| 2012                                       | Золота пальмова гілка                         | У іншій країні                    | Номінація    |
| 2017                                       | Золота пальмова гілка                         | Наступного дня                    | В очікуванні |
| Берлінський міжнародний кінофестиваль      |                                               |                                   |              |
| 2008                                       | Золотий ведмідь                               | Ніч і день                        | Номінація    |
| 2013                                       | Золотий ведмідь                               | Хевон — нічия донька              | Номінація    |
| 2017                                       | Золотий ведмідь                               | Вночі на пляжі наодинці           | Номінація    |
| Венеційський міжнародний кінофестиваль     |                                               |                                   |              |
| 2010                                       | Приз Венеційські горизонти за найкращий фільм | Фільм Окі                         | Номінація    |
| 2014                                       | Приз Венеційські горизонти за найкращий фільм | Пагорб Свободи                    | Номінація    |
| Міжнародний кінофестиваль у Локарно        |                                               |                                   |              |
| 2013                                       | Золотий леопард                               | Наша Сунхі                        | Номінація    |
| 2013                                       | Найкращий режисер                             | Наша Сунхі                        | Перемога     |
| 2015                                       | Золотий леопард                               | Прямо зараз, а не потім           | Перемога     |
| 1900                                       | Приз екуменічного журі — Спеціальна згадка    | Прямо зараз, а не потім           | Перемога     |
| Міжнародний кінофестиваль у Сан-Себастьяні |                                               |                                   |              |
| 2016                                       | Золота мушля за найкращий фільм               | Ти сам і твоє                     | Номінація    |
| 2016                                       | Золота мушля найкращому режисерові            | Ти сам і твоє                     | Перемога     |
| 2016                                       | Найкращий режисер                             | Ти сам і твоє                     | Перемога     |